# Lebanon Municipal Airport

i7
i11
i13
Der Lebanon Municipal Airport (ICAO-Code: KLEB, FAA-LID: LEB) ist einer von drei Flughäfen in New Hampshire und von diesen der am weitesten im Norden gelegene. Er wurde kurz nach dem Zweiten Weltkrieg eröffnet und hat in New Hampshire den einzigen Tower zur Überwachung des Flugverkehrs nördlich von Manchester.

## Lage
Der Flughafen liegt im Westen des Staates nahe der Grenze zu Vermont zentral im „Upper Valley“, einer Gebiete beider Staaten umfassenden Region entlang des  Connecticut River. Er befindet sich westlich von Lebanon im Gemeindeteil West Lebanon. In der Nähe verlaufen die Fernstraßen Interstate I-89 und I-91 und die US-4.

## Anlagen
Lebanon hat zwei Start- und Landebahnen. Die Bahn 07/25 ist 1675 Meter lang, 30 Meter breit und verfügt über einen parallelen Rollweg über die gesamte Länge der Bahn. Die Bahn 18/36 ist 1585 Meter lang, ebenfalls 30 Meter breit und verfügt über einen teilweisen Rollweg. Beide Bahnen sind asphaltiert.
Am Flughafen gibt es Wartungs- und Reparaturmöglichkeiten sowohl für Flugzeuge wie für Helikopter. Verkauft werden Kerosin und AvGas. Es gibt vier geschlossene Hangars, 32 Unterstände und 20 Abstellplätze mit Verankerungen.
Lebanon verfügt über ein Passagierterminal zur Abfertigung der Linienflüge.

## Verbindungen
Der Flugverkehr wird im Rahmen des Essential Air Service subventioniert. Dieser wurde implementiert, nachdem 1978 den Fluggesellschaften die freie Angebotswahl gegeben wurde und infolgedessen der Zwang wegfiel, unrentable Verbindungen anzubieten. Damit weniger ertragsträchtige Ziele in den USA nicht vom Flugverkehr abgeschnitten wurden, subventionierte die Regierung entsprechende Flüge. Lebanon ist bis 2026 in dieses Programm eingebunden. Cape Air fliegt zum Logan International Airport in Boston und zum Westchester County Airport nördlich von New York City. In Lebanon sind 40 % Prozent der Flugbewegungen Transitflüge, 32 % örtlich, 16 % Taxi- und 10 % Linienflüge, 2 % der Flugbewegungen entfallen auf das Militär und pro Tag wurden durchschnittlich 108 Flüge gezählt (Stand 2018).

## Zwischenfälle
- Am 25. Oktober 1968 unterschritt eine Fairchild FH-227C (Luftfahrzeugkennzeichen N380NE) der Northeast Airlines aus Boston kommend beim Landeanflug die Sicherheitsflughöhe und kollidierte mit dem Moose Mountain in Hanover. Von 42 Insassen überlebten zehn.[5]

- Am 20. September 1971 stürzte eine Piper Apache (N3435P) aus Portland in Maine kommend während des Landeanfluges gegen acht Uhr abends bei Nebel am Smarts Mountain in Lyme ab. Von drei Insassen überlebten zwei. Bei dem Rettungseinsatz kam ein Angehöriger der New Hampshire National Guard ums Leben.[6][7][8]

- Am 24. Dezember 1996 wurde ein Learjet 35A (N388LS) in unsichtigem Wetter nach einem abgebrochenen Landeanflug bei dem Versuch einer erneuten Landung auf der anderen Bahn nach Orientierungsverlust in den Smarts Mountain in Lyme geflogen. Es folgte die längste Suchaktion nach einem Flugunfall in der Geschichte New Hampshires. Das Wrack wurde erst am 11. November 1999 gefunden. Bei diesem CFIT (Controlled flight into terrain) wurden beide Piloten getötet, die einzigen Insassen. Der Unfall zog eine Ausrüstungspflicht für Geschäftsflugzeuge mit einem 406-MHz-Notsender (ELT) nach sich.[9][10][11]